# Calamagrostis bihariensis
Calamagrostis bihariensis är en gräsart som beskrevs av Lajos von Simonkai. Calamagrostis bihariensis ingår i släktet rör, och familjen gräs. Inga underarter finns listade i Catalogue of Life.